# Øen i havet
Øen i havet er en dokumentarfilm instrueret af Helga C. Theilgaard efter manuskript af samme.

## Handling
Så længe de taler om dig, skal du ikke være ked af det, men den dag, de ikke gider tale om dig mere, er det på tide, du vågner op. Sådan beskriver Gert Hansen betingelserne for at bo i et lille øsamfund som Christiansø. Filmen er en billedfortælling om de nære værdier, om et symbiotisk forhold mellem menneske og natur og om en dyb og stærk kærlighed til en ø. Instruktøren har interviewet, filmet og fotograferet mere end 70 beboere på Ertholmene (Christiansø og Frederiksø).